# Martin Albertsen
Martin Fruelund Albertsen (født 10. april 1974) er en dansk håndboldtræner, der landstræner for Schweiz' kvindehåndboldlandshold. Han har tidligere været cheftræner for Viborg HK's dameligahold 2011-2013. Fra sæsonen 2014/15 cheftræner for SG BBM Bietigheim i den tyske Bundesliga og førte klub frem til det tyske mesterskab i 2017. 
Han har også tidligere også været træner i HC Leipzig, Randers HK, Randers HH og København Håndbold-
Albertsen var fra 2002 til 2004 også træner i Viborg HK. I 2003/2004-sæsonen var han således med til at føre Viborg HK til guld i pokalfinalen, damehåndboldligaen og EHF Cup. Efter han forlod Danmark, førte han Leipzig frem til sejr i både den tyske Bundesliga, og pokalturnering. Albertsen har som den eneste dansker opnået at blive kåret til årets træner i Tyskland 2006 & 2017.
Albertsen fungerer som ekspertkommentator for flere aviser, Hbold.dk og for TV2 Sporten, TV2 NEWS.
Martin Albertsen blev i 2010 gift med Anne Albertsen. Han er fætter til den tidligere OL-guldvinder Katrine Fruelund.

## Resultater
- Tysk Mester 2019
- Tysk pokalmester finale 2019
- Tysk vicemester 2018
- Tysk pokalmester finale 2018
- Champions League hovedrunde 2018
- Årets træner i Tyskland 2017
- Tysk Mester 2017
- EHF Cup Finale 2017
- CWC Finale 2012
- Dansk Mester finale 2012
- Vinder af grundspillet 2012
- Dansk Pokalmester 2012
- Dansk Super Cup vinder 2011
- Årets træner i Tyskland 2006
- Tysk Mester 2006
- Tysk Pokalmester 2006
- EHF Cup vinder 2004
- Dansk Mester 2004
- Dansk Pokalmester 2003
- Dansk Mester U-21 2002
- Dansk Mester U-18 2000